# 疋田拓
疋田 拓（ひきだ たく、1942年8月10日 - ）は、日本のテレビプロデューサー、テレビディレクター。プロデュース&ディレクション代表取締役。
本名は漢字表記は同じで「ひきだ ひらく」と読む。宮崎県日向市出身。日本大学芸術学部放送学科卒業。フジテレビ、テレビ朝日でプロデューサーを務めた。

## 経歴
1968年、日本大学芸術学部放送学科卒業後、NHKに契約職員として入局。その後フジテレビへ中途入社。フジテレビ入社直後に始まった歌謡番組『夜のヒットスタジオ』（『夜ヒット』）に技術担当のADとして参加。1973年からはディレクター、1976年から1987年6月までプロデューサーとして約20年もの長きにわたって構成作家の塚田茂とともに番組製作の中枢を担い続けた。
1987年7月に国際スポーツフェア事務局へ異動し、翌年夏にフジテレビを退社。テレビ朝日へ移るも1991年に退社。1990年に番組制作会社・プロデュース&ディレクションを設立している。
2021年、文化庁長官表彰。

## 人物

### ミスター夜ヒット
- 1976年までの『夜のヒットスタジオ』は歌謡ドラマやコンピューター恋人選びなど「歌謡バラエティ」として放送してきたが、歌唱時の演出に力を入れはじめ、塚田茂らとともに歌手を中心とした「総合音楽番組」へ変容させた[4]。
- 『夜のヒットスタジオ』の看板プロデューサーとして名を馳せており、「ミスター夜ヒット」とも呼ばれている[要出典]。担当時期は、当時としては斬新で実験的な演出を多用して全盛期を築き、歌謡番組の筆頭格へと成長させた。その結果、『夜ヒット』出演は当時の邦楽歌手にとってステータスと看做される様になり、疋田も「歌謡界のドン」と言われるほどの絶大な影響力を持っていた[要出典]。
- 演出手法としては、3台のテレビカメラを用いて被写体に向かってズームイン・ズームアウトさせつつフォロー・パンさせていく疾走感のあるカメラワークやカットバックを用いたスイッチング、メインセットの上やスタジオ内に大掛かりなセットや電飾装置を設置させ、ドライアイスを用いたスモークといった特殊効果を用いた。
- 『夜のヒットスタジオDELUXE』時代の1985年4月17日放送では、当時のフジテレビ副社長だった鹿内春雄のバックアップやTBSの渡辺正文プロデューサーとの交渉の末、来日中のフランク・シナトラを生出演させることに成功し、さらにティナ・ターナーを同時に生出演させるという偉業を達成[5]。以降、プロモーション目的も兼ねて毎週の様に世界の歌手が登場できるようになり、国際派音楽番組としても名を挙げた。
- 『夜ヒット』の放送が行われていたフジテレビ旧本社の第6スタジオは、戦場さながらの様相を呈していたと多くの関係者が語っている。新人時代にADであったきくち伸曰く、（元々が激務である）フジテレビの制作現場でも最も恐れられていたという[6]。また、当の疋田本人も、歌手やスタッフに対して厳格な姿勢で番組制作に取り組んだ。その一方で、番組スタッフに対しては慰安旅行をさせた一面もあった[7]。
- ヒットスタジオ担当時代は「週7日出勤」を自ら実践、そのうち週5日をヒットスタジオの企画・構成に費やし、あとの2日を別の自身の担当番組のプロデュースに当てるというハードワークを長年続けていた[8]。

### 他部署異動とテレビ朝日移籍
- 1987年6月12日に「おめでとう郷ひろみ・二谷友里恵結婚披露宴」と題した芸能人結婚披露宴生放送では新高輪プリンスホテル・飛天を舞台に番組制作の総指揮を担当、平均視聴率47.6％（瞬間最高視聴率58.5％）を記録した。この特別番組がフジテレビ制作部所属時の最後の番組となり、当時週刊誌等に「夜ヒット名物プロデューサー疋田拓氏最後の番組で勇退」などの記事が多数出た[9][10]。1987年7月1日に『夜ヒット』の制作権限を部下の渡邉光男・森正行[11]へ譲り、国際スポーツフェア事務局に異動し、代々木第一体育館周辺で毎年行われた国際スポーツフェアのゼネラルプロデューサーを務め、アイドルや大物歌手を出演させ話題になった[12]。
- 1988年、テレビ朝日にヘッドハンティングされ、編成局制作第三部にてテレビ朝日開局30周年特別企画番組を担当することとなる。『郷ひろみの宴ターテイメント』などの音楽番組を担当するも、期待された程の視聴率が取れず、またテレ朝の天皇の異名を取ったプロデューサー・皇達也との確執などから1991年に退社した[要出典]。

### 独立後
- 独立後は『BS日本のうた』（NHK BSプレミアム）や『日本の名曲 人生、歌がある』（BS朝日）を担当、「人生、歌がある」では演出と構成も担当している。『夜ヒット』司会者であった芳村真理は、現在も疋田プロデュースのイベント司会を務めることが多い[要出典]。

## 担当番組

### フジテレビ
- 夜のヒットスタジオ→夜のヒットスタジオDELUXE（演出・プロデューサー）
- スターどっきり㊙報告（プロデューサー・演出）
- オールスター水泳大会in大磯ロングビーチ（プロデューサー：演出）
- 開局記念・世紀の祭典'72～'76（フロアディレクター・演出）
- 新春スターかくし芸大会（各コーナー枠プロデューサー・各コーナー枠の演出）
- FNS歌謡祭（プロデューサー・演出）
- 春だ!!桜だ!!音楽フェスティバル（プロデューサー）
- 全国縦断紅白歌合戦（プロデューサー・演出）
- スター千一夜（プロデューサー）
- ラブラブショー（プロデューサー・演出）
- ビッグベストテン（プロデューサー・演出）
- ザ・サンデー -THE SUNDAY-（プロデューサー）
- レッツ郷!ダンスフェスティバル（プロデューサー）
- ライオンスペシャル '85春・ファッション!歌う国技館（プロデューサー・演出）
- Audition House (オーディション・ハウス)（プロデューサー）
- おめでとう郷ひろみ・二谷友里恵結婚披露宴（プロデューサー・総合演出）
- YMOスペシャル（プロデューサー・総合演出、1980年11月8日 ハリウッドから衛星生中継）
- 世界紅白歌合戦（プロデューサー・演出）
- 小川宏のなんでもカンでも!（プロデューサー）

ほか

### テレビ朝日
- 大爆笑!テレビ30年夢のオールスター大集合 (生) スペシャル（プロデューサー・総合演出、1989年1月30日）
- 郷ひろみの宴ターテイメント（総合プロデューサー・演出）
- アイドル共和国（プロデューサー・演出）

ほか

### その他
- きれいになるテレビ（演出）（中京テレビ）
- BS日本のうた（演出）（NHK衛星第2テレビジョン・NHK BSハイビジョン→NHK BSプレミアム）
- Panasonic 3D Music Studio（演出）（BS朝日）
- 日本の名曲 人生、歌がある（演出、構成）（BS朝日）
- 50周年記念五木ひろしメモリアルコンサート（演出）（BS朝日）
- 五木ひろしコンサートinブラジル2015（2016年、BS朝日）（演出）
- 五木ひろし70歳の誓い～Hiroshi Itsuki's 70th Birthday～（2018年3月28日、BS朝日）※ザ・プリンスパークタワー東京

ほか

## ブレーンスタッフ
- 構成：塚田茂 / スタッフ東京
- 音楽：広瀬健次郎、たかしまあきひこ
- 演奏：ダン池田とニューブリード、三原綱木とザ・ニューブリード
- 美術デザイナー：馬場文衛
- 特殊効果：東京特殊効果（渡部宏一）
- 振付：西条満、菊地ヒロユキ